# Comtat de San Juan (Nou Mèxic)
El Comtat de San Juan (en anglès: San Juan County; en navaho: Kinteel Bił Hahoodzo) és un comtat dels Estats Units al nord-oest de l'estat estatunidenc de Nou Mèxic. Pren el seu nom del riu San Juan, un afluent del riu Colorado. Segons dades del cens del 2010, el comtat té 130.044 habitants, el qual representa una pujada del 14,3% respecte dels 113.801 habitants registrats al cens del 2000. El comtat sencer forma part de l'àrea metropolitana de Farmington. La seu de comtat és Aztec i la municipalitat més poblada és Farmington. El comtat va ser incorporat el 1887.

## Geografia
Segons l'Oficina del Cens dels Estats Units, el comtat té una àrea total de 14.344 quilòmetres quadrats, dels quals 14.281 quilòmetres quadrats eren terra i 63 quilòmetres quadrats (0,44%) eren aigua.
Diverses reserves índies formen el 63,4% de l'àrea total de terra del comtat: la reserva índia navaho forma el 60,45% i la reserva índia Ute Mountain forma el 2,93%. Els accidents geogràfics del comtat inclouen tres rius: el San Juan, l'Animas, i el la Plata; a més, els accidents geogràfics inclouen les muntanyes Chuska, Shiprock, estructures volcàniques, turons, mesas, badlands i valls fèrtils prop de rius.

### Àrees nacionals protegides
- Aztec Ruins National Monument
- Parc Històric Nacional de la Cultura Chaco (part)

### Autovies principals
- U.S. Route 64
- U.S. Route 491 (prèviament )[nota 1]
- U.S. Route 550
- New Mexico State Road 516
- New Mexico State Road 371

### Comtats adjacents
|  |  |  |
|  |  |  |
|  |  |  |

## Política
El Comtat de San Juan és tradicionalment un comtat Republicà en les eleccions presidencials i congressionals. L'últim Demòcrata capaç de guanyar el vot popular del comtat va ser Lyndon B. Johnson el 1964. En les eleccions neomexicanes per a governador, amb excepció del 2006, cap Demòcrata ha estat votat des d'almenys el 1978.
Es localitza al 3r districte congressual de Nou Mèxic, un districte congressual històricament Demòcrata que avui en dia és representat pel Demòcrata Ben R. Luján de Santa Fe. En la Cambra de Representants estatal és representat per quatre Demòcrates i tres Republicans; en el Senat és representat per dos Republicans i un Demòcrata.
| Districte               | Representant          | Partit    | Residència |
| ----------------------- | --------------------- | --------- | ---------- |
| Cambra de Representants |                       |           |            |
| 1r                      | Thomas C. Taylor      | Republicà | Farmington |
| 2n                      | James R. J. Strickler | Republicà | Farmington |
| 3r                      | Paul Bandy            | Republicà | Aztec      |
| 4t                      | Ray Begaye            | Demòcrata | Shiprock   |
| 5è                      | Sandra Jeff           | Demòcrata | Crownpoint |
| 9è                      | Patricia Lundstrom    | Demòcrata | Gallup     |
| 69è                     | W. Ken Martinez       | Demòcrata | Grants     |
| Senat                   |                       |           |            |
| 1r                      | William Sharer        | Republicà | Farmington |
| 2n                      | Steven Neville        | Republicà | Aztec      |
| 3r                      | John Pinto            | Demòcrata | Tohatchi   |

## Demografia

### 2000

Piràmide de població del Comtat de San Juan (2000)

Segons el cens del 2000, hi havia 113.801 habitants, 37.711 llars i 28.924 famílies residint en el comtat. La densitat de població era d'unes 8 persones per quilòmetre quadrat. Hi havia 43.221 cases en una densitat d'unes 3 per quilòmetres quadrats. La composició racial del comtat era d'un 52,83% blancs, un 0,44% negres, un 36,88% amerindis, un 0,27% asiàtics, un 0,05% illencs pacífics, un 6,77% d'altres races i un 2,78% de dos o més races. Un 14,99% de la població eren hispànics o llatinoamericans de qualsevol raça.
Hi havia 37.711 llars de les quals un 42,00% tenien menors d'edat vivint-hi, un 55,70% tenien parelles casades vivint juntes, un 14,70% tenien una dona com a cap de la llar sense cap marit present i un 23,30% no eren famílies. Un 19,30% de totes les llars tenien només una persona vivint-hi i un 6,40% tenien una persona vivint-hi major de 64 anys. La mida mitjana de llar era de 2,99 persones i la mida mitjana de família era de 3,43 persones.
Pel comtat la població s'estenia en un 32,60% menors de 18 anys, un 10,00% de 18 a 24 anys, un 28,10% de 25 a 44 anys, un 20,20% de 45 a 64 anys i un 9,10% majors de 64 anys. L'edat mediana era de 31 anys. Per cada 100 dones hi havia 98,30 homes. Per cada 100 dones majors de 17 anys, hi havia 94,70 homes.
L'ingrés econòmic anual de mediana per llar en el comtat era de 33.762 $ i l'ingrés econòmic anual de mediana per família era de 37.382 $. Els homes tenien un ingrés econòmic anual de mediana de 35.066 $ mentre que les dones en tenien de 21.299 $. La renda per capita del comtat era de 14.282 $. Un 18,00% de les famílies i un 21,50% de la població vivia per sota del llindar de pobresa, incloent-n'hi dels quals un 26,60% menors de 18 anys i un 18,20% majors de 64 anys.

### 2010
El cens dels Estats Units del 2010 va informar que el Comtat de San Juan tenia 130.044 habitants. La composició racial del Comtat de San Juan era de 67.048 (51,6%) blancs, 756 (0,6%) negres o afroamericans, 47.640 (36,6%) amerindis, 484 (0,4%) asiàtics, 74 (0,1%) illencs pacífics, 9.501 (7,3%) d'altres races i 4.541 (3,5%) de dos o més races. Hispànics o llatinoamericans de qualsevol raça formaven el 19,1% (24.776 habitants) de la població.
| Població segons el cens dels Estats Units del 2010 | Població segons el cens dels Estats Units del 2010 | Població segons el cens dels Estats Units del 2010 | Població segons el cens dels Estats Units del 2010 | Població segons el cens dels Estats Units del 2010 | Població segons el cens dels Estats Units del 2010 | Població segons el cens dels Estats Units del 2010 | Població segons el cens dels Estats Units del 2010 | Població segons el cens dels Estats Units del 2010 | Població segons el cens dels Estats Units del 2010 |
| -------------------------------------------------- | -------------------------------------------------- | -------------------------------------------------- | -------------------------------------------------- | -------------------------------------------------- | -------------------------------------------------- | -------------------------------------------------- | -------------------------------------------------- | -------------------------------------------------- | -------------------------------------------------- |
| El comtat                                          | Població total                                     | Blancs                                             | Afroamericans                                      | Amerindis                                          | Asiàtics                                           | Illencs pacífics                                   | Altres races                                       | Dos o més races                                    | Hispànics o llatinoamericans (de qualsevol raça)   |
| Comtat de San Juan                                 | 130.044                                            | 67.048                                             | 756                                                | 47.640                                             | 484                                                | 74                                                 | 9.501                                              | 4.541                                              | 24.776                                             |
| Entitats de població                               | Població total                                     | Blancs                                             | Afroamericans                                      | Natius americans                                   | Asiàtics                                           | Illencs pacífics                                   | Altres races                                       | Dos o més races                                    | Hispànics o llatinoamericans (de qualsevol raça)   |
| Aztec                                              | 6.763                                              | 5.281                                              | 28                                                 | 604                                                | 23                                                 | 2                                                  | 564                                                | 261                                                | 1.603                                              |
| Beclabito                                          | 317                                                | 6                                                  | 1                                                  | 306                                                | 0                                                  | 0                                                  | 0                                                  | 5                                                  | 0                                                  |
| Bloomfield                                         | 8.112                                              | 5.461                                              | 50                                                 | 1.482                                              | 36                                                 | 2                                                  | 796                                                | 285                                                | 2.571                                              |
| Crystal                                            | 311                                                | 3                                                  | 0                                                  | 305                                                | 0                                                  | 0                                                  | 0                                                  | 3                                                  | 1                                                  |
| Farmington                                         | 45.877                                             | 28.824                                             | 438                                                | 10.168                                             | 272                                                | 31                                                 | 4.209                                              | 1.935                                              | 10.298                                             |
| Flora Vista                                        | 2.191                                              | 1.852                                              | 2                                                  | 73                                                 | 10                                                 | 3                                                  | 191                                                | 60                                                 | 448                                                |
| Kirtland                                           | 7.875                                              | 3.041                                              | 33                                                 | 4.104                                              | 21                                                 | 20                                                 | 321                                                | 335                                                | 887                                                |
| Nageezi                                            | 286                                                | 0                                                  | 0                                                  | 275                                                | 0                                                  | 0                                                  | 0                                                  | 11                                                 | 19                                                 |
| Napi HQ                                            | 727                                                | 4                                                  | 0                                                  | 705                                                | 0                                                  | 0                                                  | 0                                                  | 18                                                 | 19                                                 |
| Naschitti                                          | 301                                                | 1                                                  | 0                                                  | 290                                                | 0                                                  | 0                                                  | 1                                                  | 9                                                  | 8                                                  |
| Nenahnezad                                         | 688                                                | 18                                                 | 1                                                  | 643                                                | 1                                                  | 0                                                  | 0                                                  | 25                                                 | 29                                                 |
| Newcomb                                            | 339                                                | 21                                                 | 7                                                  | 295                                                | 6                                                  | 0                                                  | 5                                                  | 5                                                  | 14                                                 |
| Ojo Amarillo                                       | 766                                                | 5                                                  | 0                                                  | 734                                                | 0                                                  | 0                                                  | 2                                                  | 25                                                 | 33                                                 |
| Sanostee                                           | 371                                                | 0                                                  | 0                                                  | 370                                                | 0                                                  | 0                                                  | 1                                                  | 0                                                  | 3                                                  |
| Sheep Springs                                      | 245                                                | 1                                                  | 0                                                  | 237                                                | 0                                                  | 0                                                  | 0                                                  | 7                                                  | 2                                                  |
| Shiprock                                           | 8.295                                              | 124                                                | 9                                                  | 7.979                                              | 17                                                 | 1                                                  | 7                                                  | 158                                                | 132                                                |
| Upper Fruitland                                    | 1.662                                              | 16                                                 | 0                                                  | 1.589                                              | 0                                                  | 0                                                  | 11                                                 | 46                                                 | 64                                                 |

### Llengües parlades
Segons dades del 2005 de la Modern Language Association, un total de deu llengües tenien 20 o més parlants; les llengües maternes eren les següents.

## Galeria

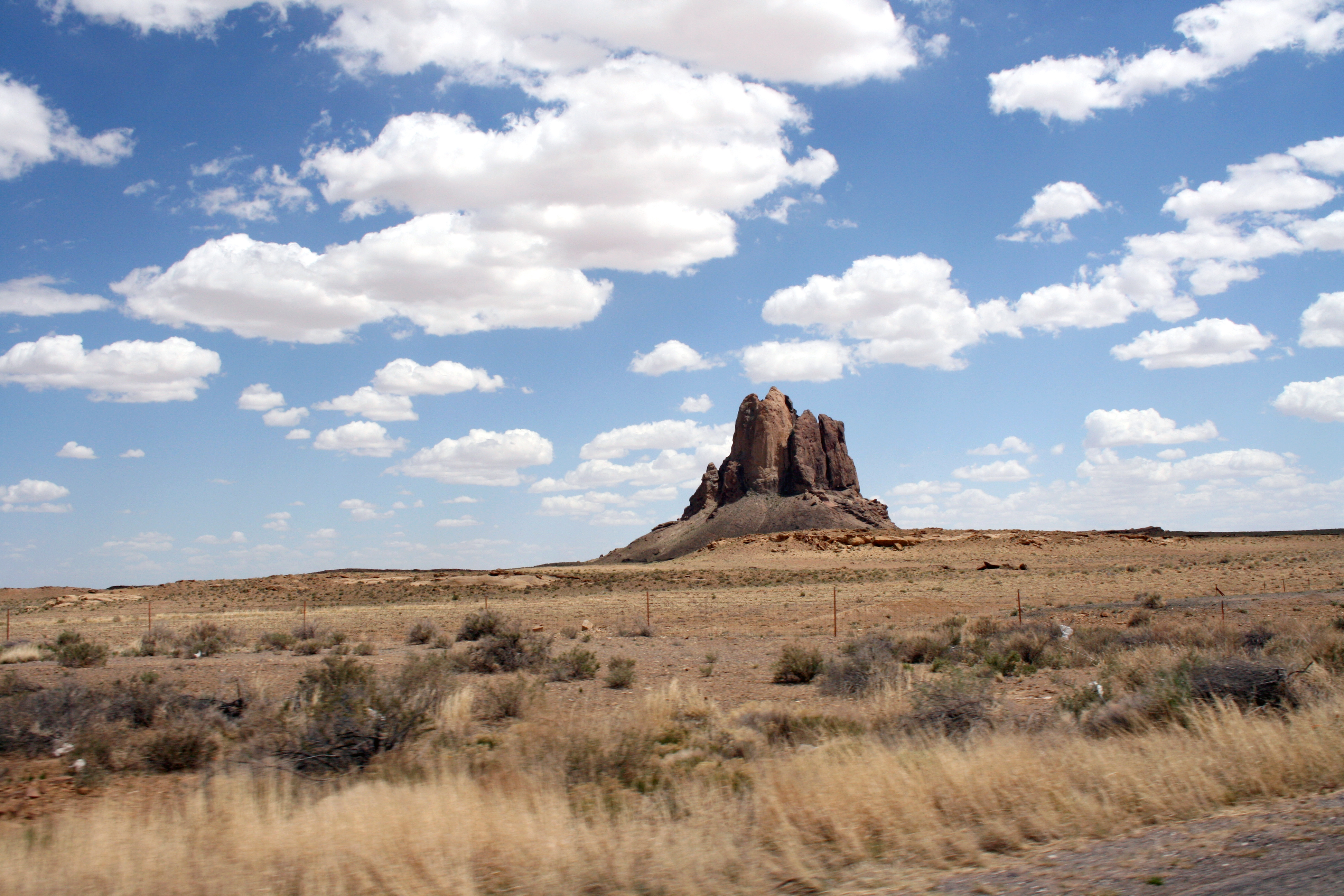
Vista de la formació rocosa de Shiprock
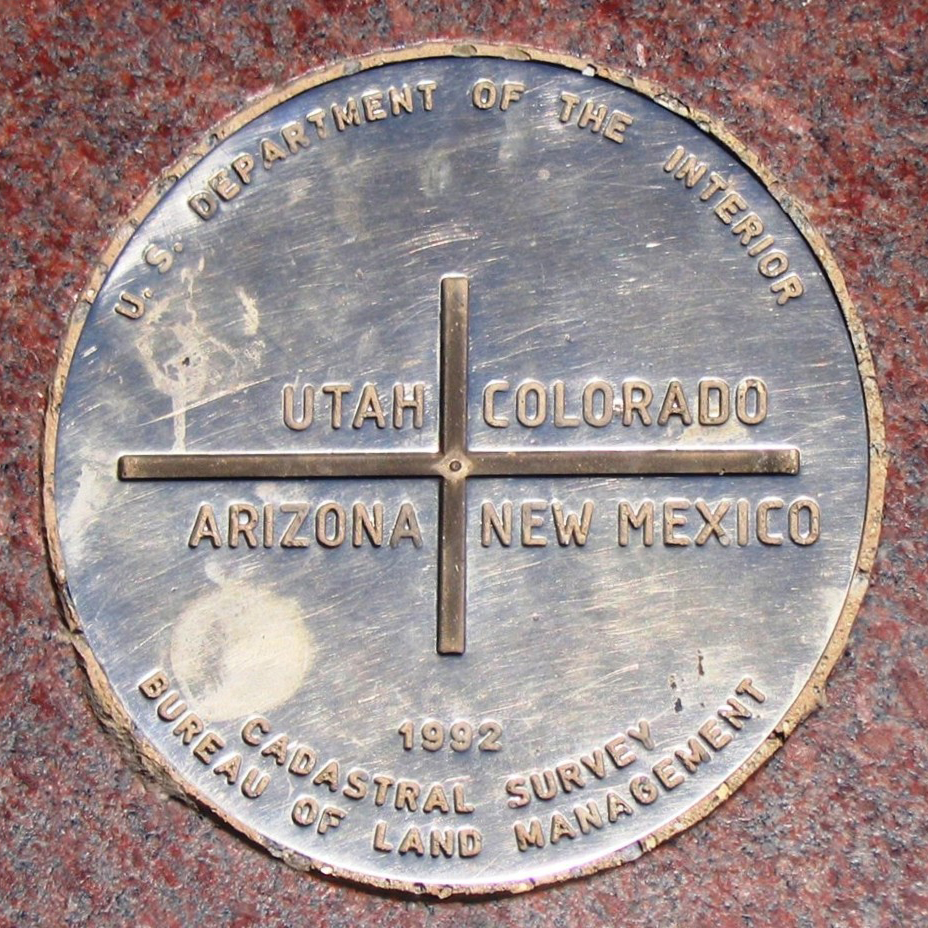
El Comtat de San Juan inclou la porció neomexicana de la regió de Four Corners
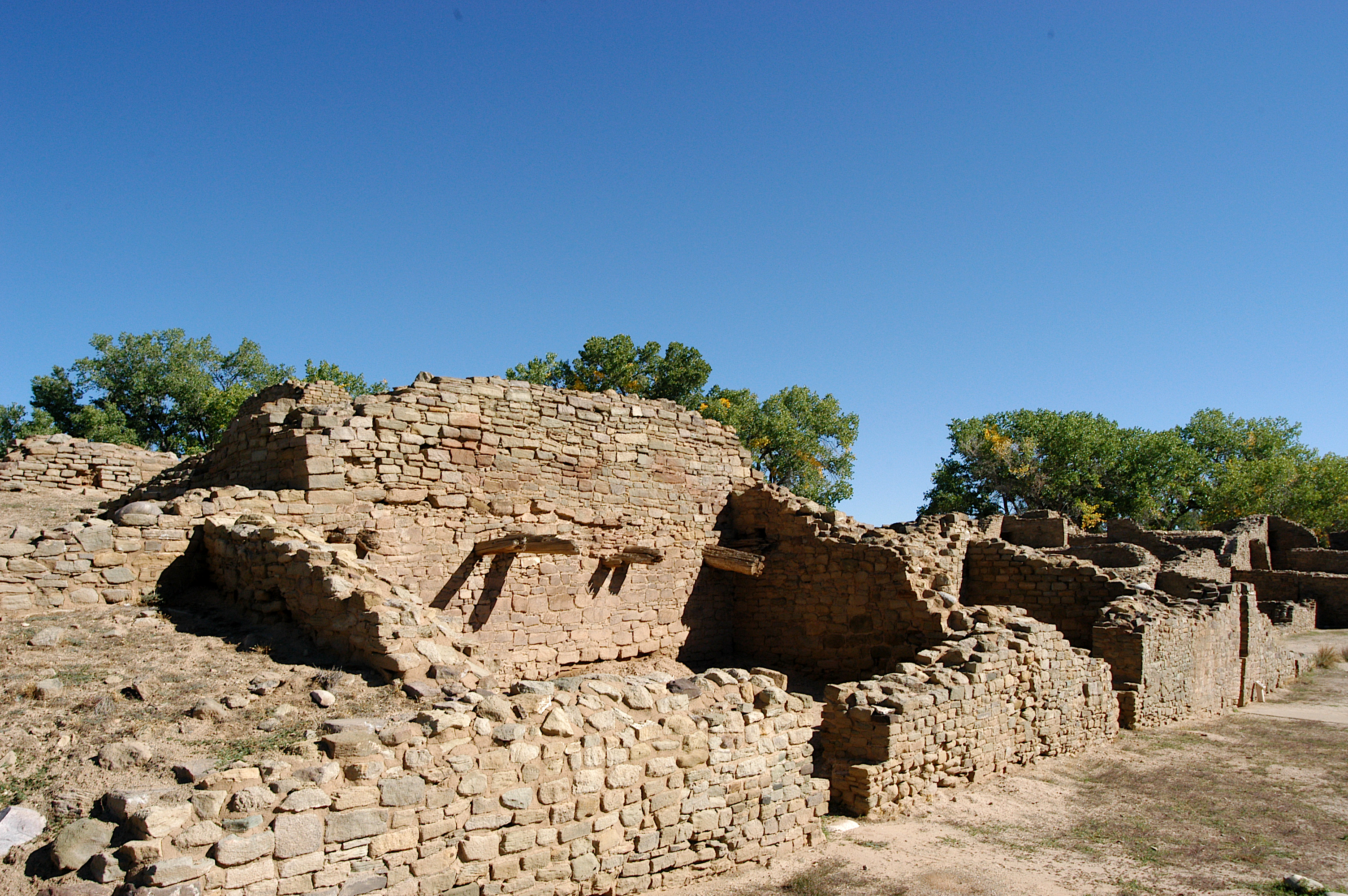
Monument Nacional de les Ruïnes Azteques
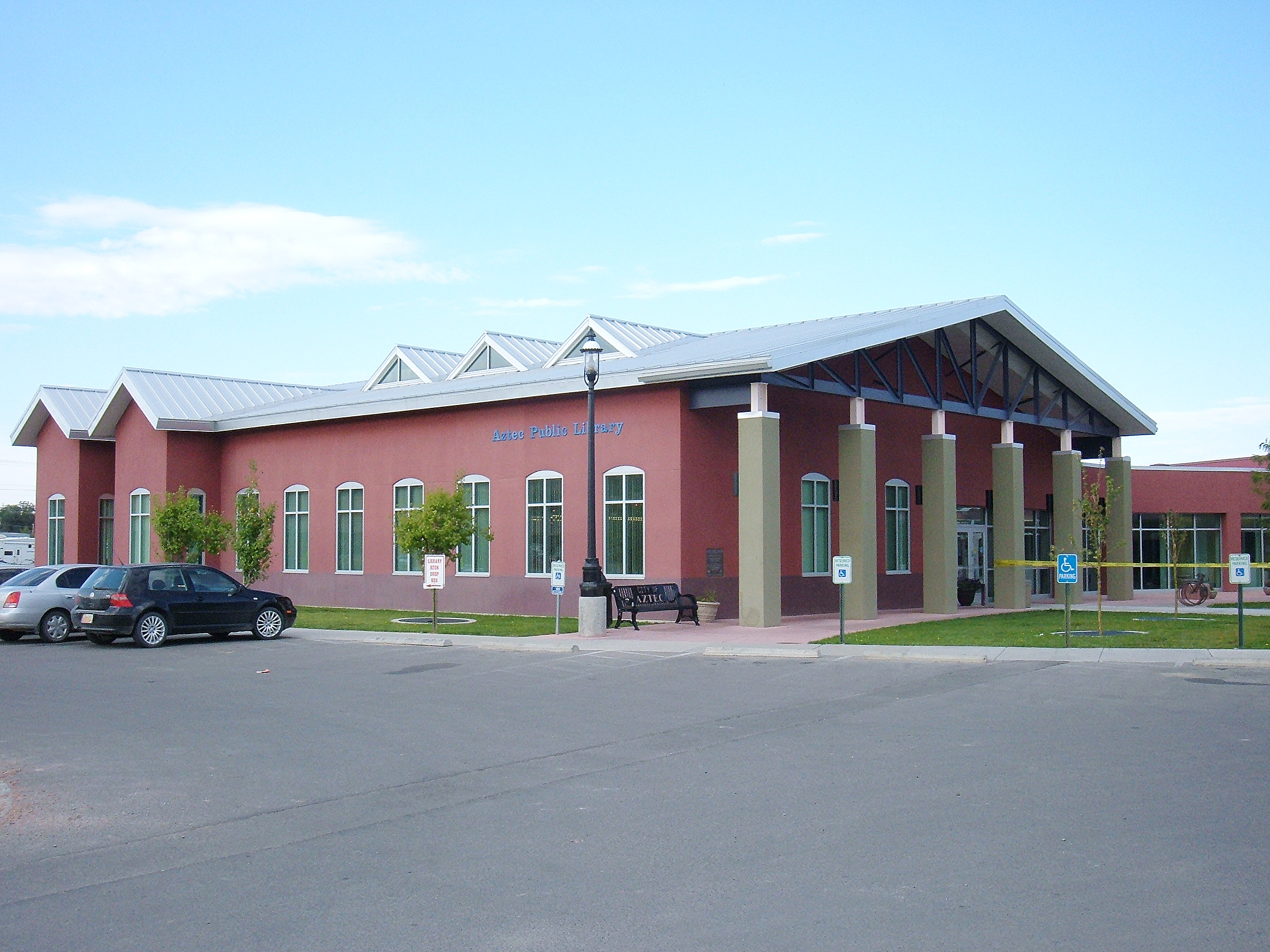
Biblioteca del municipi d'Aztec